# チプロ駅
チプロ駅(Cipro)は、ローマ地下鉄のA線にある駅の一つで、1999年に開業した。2007年までは チプロ － ムゼイ・ヴァティカーニ (Cipro - Musei Vaticani) という副駅名つきの名称であった。ムゼイ・ヴァティカーニとはバチカン美術館を指すイタリア語であるが、この副駅名は、隣のオッタヴィアーノ駅に譲ることとなった。バチカン美術館への距離は、両駅とも同程度である。当初は「モスカ」(Mosca) という名前になる予定だった。 
この駅はトンネルが二段重ねで、その結果プラットホーム間はエスカレーターで連絡されている。
駅はチプロ通り (via Cipro) とアンジェロ・エーモ通り (via Angelo Emo) の間にある。 

## 周辺
- バチカン美術館 (Musei Vaticani)
- Piazzale degli Eroi
- Mercato Trionfale
- Ospedale Oftalmico

## 施設
駅には以下の施設がある:
- 乗替え用駐車場277台分
- 障害者を運ぶ要員
- エレベーター
- エスカレーター
- 市バス乗り場

## 写真

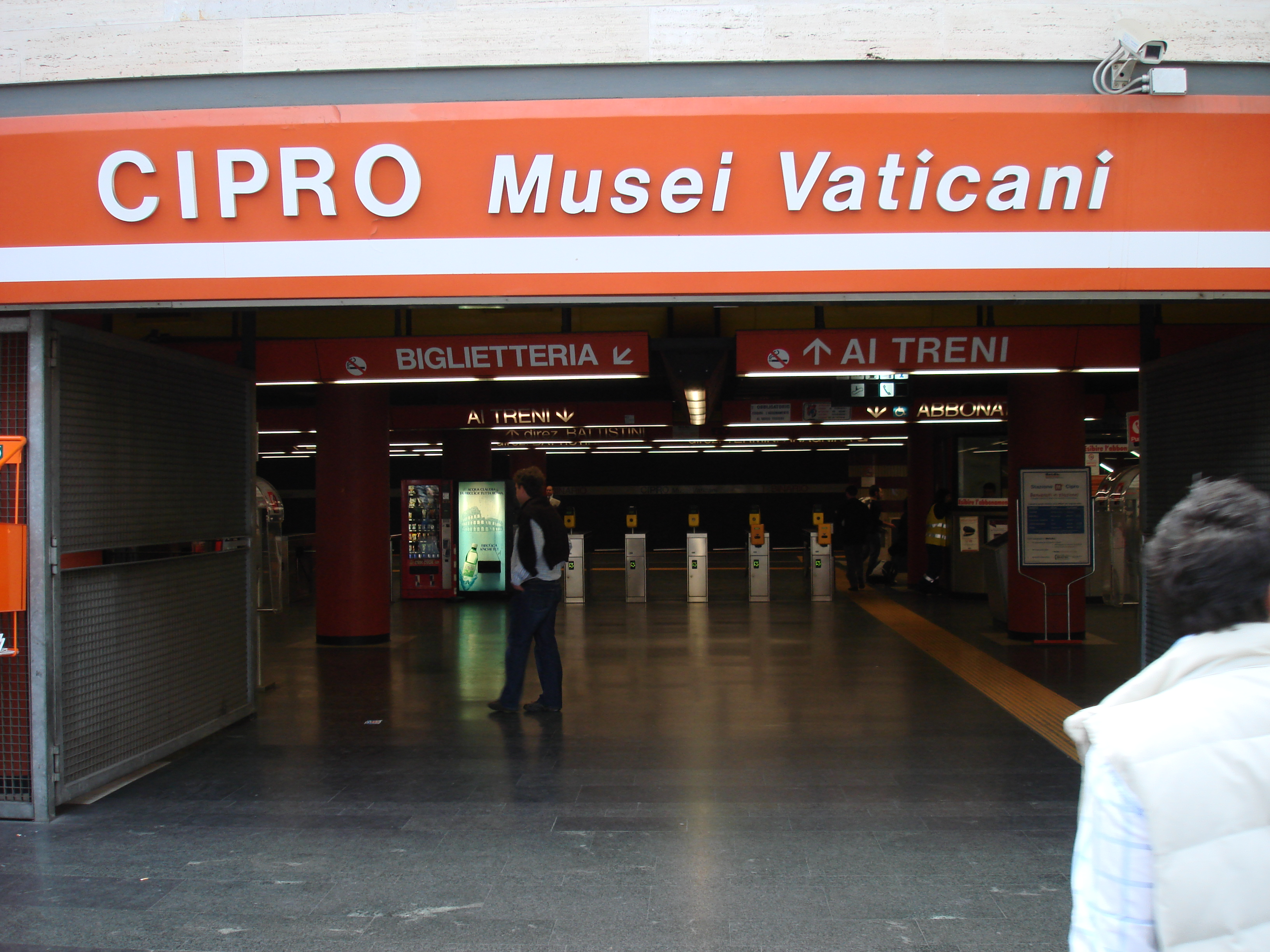
入り口
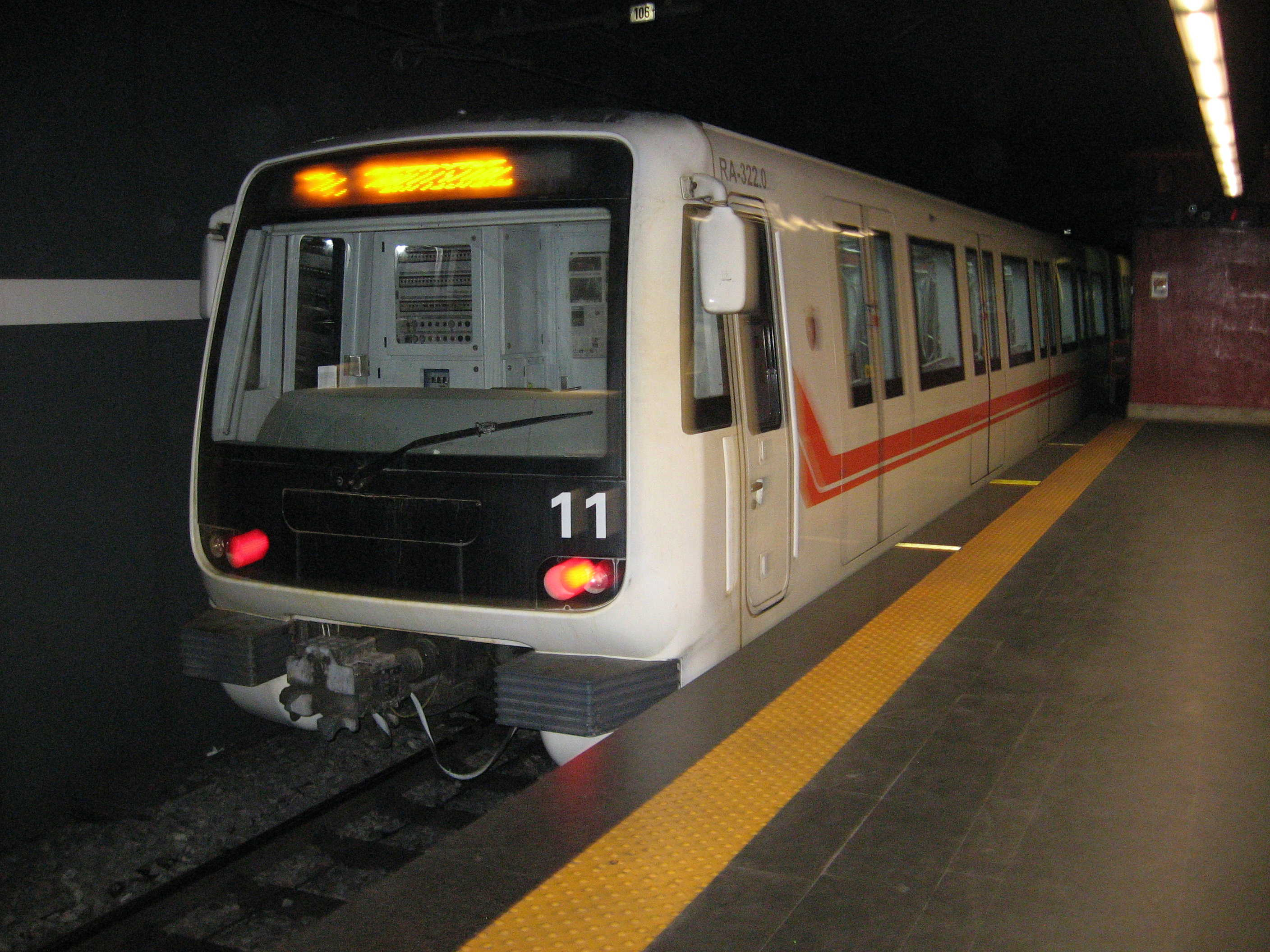
駅に停車中のS/300系